# Декав, Люсьен
Люсьен Дека́в (фр. Lucien Descaves; 19 марта 1861, Париж — 6 сентября 1949, Париж) — французский писатель, публицист, журналист, один из основателей Гонкуровской академии.

## Биография
Сын гравёра. В 1878 году из-за отсутствия средств не смог продолжать учёбу и стал работать учеником кассира в банке. В 1882—1886 годах был на военной службе.
Сотрудничал с газетами и журналами, в том числе социалистического направления.
Во время дела Дрейфуса редактировал газету L’Aurore, освещал ход судебного процесса и высказывал своё критическое мнение о военных.
Сторонник либертарных идей.
В 1900 году вместе с единомышленниками участвовал в создании Гонкуровской академии. В 1900‒1944 годах был её секретарём, а с 1945 года — президентом.
В 1919 году подписал манифест группы «Клартэ» за свободу мышления и высказываний.

## Творчество
Его литературная карьера началась в 1882 году с серии новелл «Мучения Элоизы Пажаду» (Le calvaire d’Héloїse Pajadou). На его творчество оказали большое влияние Ж. Гюисманс и братья Гонкур.
В начале литературной деятельность позиционировался как представитель радикализма, позже — натурализма.
Увлечение натурализмом сказалось в первом же сборнике его новелл «Мучения Элоизы Пажаду» (1882). Те же тенденции характеризуют сенсационный роман «Унтер-офицеры» (Sous-Offs, 1889) или, несколько раньше, «Несчастья сабли» (Les misères du sabre, 1887), где разоблачается развращающий быт французской армии, сделана попытка откровенно и правдиво рассказать о таких сторонах французской военщины, о которых принято молчать. Выход этого романа вызвал скандал во французском обществе. Писатель был обвинён в оскорблении армии и общественной морали и, хотя позже был оправдан, но лишён воинского звания.
Разоблачающий характер носят также и другие произведения Л. Декава, в основе социальные и демократические.
В центре наиболее известного романа писателя ‒ «Колонна» (1901, рус. перевод 1930) ‒ свержение Вандомской колонны в период Парижской Коммуны 1871 года; проникнутый верой в Коммуну и её борцов, роман, однако, не отразил значения революции и роли народных масс, поскольку Л. Декав подчинил повествование идее реформизма, а не революции.
Автор пьесы «Клетка» (La cage, 1898), романов «Филемон» (Philémon, 1913), где автор даёт ряд замкнутых изображений, своеобразных исторических гравюр. В 1914 году опубликовал книгу «Варавва» (Barabbas; русский перевод 1926), где, как и в прочем его творчестве, доминируют социальная тематика и колоритные описания городского и военного быта.
Писатель-мемуарист, автор книги «Воспоминания медведя» (Souvenirs d’un ours, 1946).